# مضاعفة المكعب

مكعب أحادي (ضلعه مساو لواحد) ومكعب حجمة مساو لاثنين (ضلعه يساوي = 1.2599210498948732…).

مسألة مضاعفة المكعب (وتعرف أيضاً بمسألة ديليان) هي واحدة من ثلاث مسائل في الهندسة الرياضية التي لا يمكن حلها بإنشاءات الفرجار والمسطرة. وقد كانت هذه المسألة معروفة من قبل المصريين والإغريق والهنود.
مضاعفة المكعب تعني أنه من أجل مكعب طول ضلعه s وحجمه V، المطلوب هو إنشاء مكعب جديد أكبر من الأول بحجم 2V وبالتالي يكون طول ضلع المكعب الجديد {\displaystyle s\cdot {\sqrt[{3}]{2}}}. المسألة معروفة بأنها مستحيلة الحل بإنشاءات الفرجار والمسطرة لأن من المستحيل إنشاء ضلع طوله {\displaystyle {\sqrt[{3}]{2}}} بالمسطرة والفرجار.

## برهان الاستحالة
انظر إلى متعددة حدود غير قابلة للاختزال وإلى التحليل إلى عوامل.

## التاريخ
يرجع اسم المسألة لقصة مواطني ديلوس، الذين استشاروا عرافة دلفي عن طريقة لمكافحة وباء أرسله أبولو. وفقًا لبلوطرخس، كان مواطنو ديلوس هم من استشاروا عرافة دلفي عن حل لمشاكلهم السياسية الداخلية حينها، والتي بسببها ساء الوضع الداخلي. أجابت العرافة أنهم عليهم مضاعفة حجم مذبح أبولو، والذي كان على شكل مكعب عادي. استغرب المواطنون الحل، واستشاروا أفلاطون، والذي بدوره فسر حل العرافة على أنه نصيحة من أبولو لمواطني ديلوس بأن يشغلوا أنفسهم بدراسة الهندسة والرياضيات كوسيلة لتهدئة انفعالاتهم.
ووفقا لبلوطرخس، عرض أفلاطون المسألة على إيودوكسوس وأرخيتاس ومنايخموس، فحلوها ميكانيكيًا، فوبخهم أفلاطون لعدم حلها بشكل هندسي صرف. ربما يكون هذا هو السبب في أن المسألة أشير اليها أنها بدون حل في عقد الـ 350 ق. م في حوار سيزيف (ق. 388). ومع ذلك، فهناك نسخة أخرى من القصة (نسبها أوطوقيوس لإراتوستينس) تقول أن الثلاثة وجدوا حلول لكنها كانت نظرية وغير عملية.
التطور المهم في الوصول لحل كان اكتشاف أبقراط الخيوسي أن ذلك يكافيء إيجاد متناسبين متوسطين بين قطعة مستقيمة وأخرى ضعفها في الطول. في الشكل الرياضي الحديث، يعني هذا لو أن لدينا قطعتين مستقيمتين بأطوال a و2a، فإن مضاعفة المكعب يكافئ إيجاد قطعتين مستقيمتين بأطوال r وs بحيث أن:
{\displaystyle {\frac {a}{r}}={\frac {r}{s}}={\frac {s}{2a}}.}
بدوره ، يعني هذا أن:
{\displaystyle r=a\cdot {\sqrt[{3}]{2}}.}
لكن في عام 1837 أثبت بيير فانتزل أن الجذر التكعيبي لـ 2 غير قابل للإنشاء؛ وهذا يعني أنه لا يمكن إنشاءه بمسطرة وفرجار.